# Palazzo Comunale (Cesena)
Il Palazzo Comunale, o Palazzo Albornoz, è un palazzo di Cesena nella principale piazza della città; fu commissionato dal cardinale spagnolo Egidio Albornoz a partire dalla metà del Trecento. L'edificio ha inglobato due strutture più antiche: il Palatium Vetus e Palatium Novum. All'interno si trovano affreschi e arredi settecenteschi. Tra le stanze di rappresentanza vi è la "Sala degli Specchi", con l'originale arredamento settecentesco. In alcuni locali, come la Sala Consigliare, sono conservate opere pittoriche e scultoree.

## Storia
Mai, nella Cesena pre-Malatestiana, il potere politico e il potere religioso condivisero i medesimi spazi, come capitò invece in molte altre realtà italiane.
La Cattedrale sorgeva in alto sul colle Garampo mentre il Palazzo del Podestà doveva trovarsi non lontano dall'odierno Palazzo del Ridotto e il governatore pontificio risiedeva nel Palatium Vetus, dove oggi troviamo il Municipio.
Tra il 1401 e il 1403, per ospitare l'Assemblea dei Conservatori, fu edificato il Palazzo del Conservato che accolse, caduta la Signoria, anche gli altri organi rappresentativi della comunità: Cancelliere, Assemblea degli Anziani, Consiglio. Questa situazione di protrasse fino al 1722, quando fu disposto lo spostamento degli organi comunali nel nuovo grande palazzo di Piazza Maggiore.

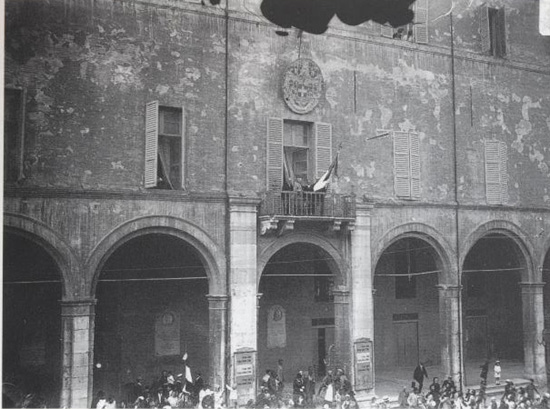
Visita di Vittorio Emanuele III a Cesena nel 1918.

Questo edificio trova le sue origini in un preesistente Palatium Vetus, che in età comunale accoglieva il Governatore Pontificio. Quello che è certo è che, tra il 1359 e il 1362 il legato pontificio, il cardinale Egidio Albornoz, fece costruire un nuovo Palazzo del Governatore (Palatium Novum) su progetto degli architetti Busini e Guidone di Zerbino, proprio dove oggi si trova il Municipio (da qui il nome di Palazzo Albornoz.
Tra i due palazzi si trovava una delle tre porte che davano accesso alla murata. Dalla porta aveva inizio, e rimarrà agibile per tutto il ’700, una strada che conduceva al colle, poi sostituita da una nuova gradonata; oggi è chiamata salita Matteo Nuti.
Con i Malatesta i due palazzi divennero residenza dei Signori e della loro corte, ma di tutte le opere di abbellimento non è rimasta alcuna traccia. Con la caduta della Signoria, la nuova Rocchetta di Piazza conferì al complesso di edifici un aspetto del tutto nuovo, un'ulteriore modifica nel 1523 con l'apertura del loggiato, poi, nel 1523 Francesco Masini decorò alcuni ambienti interni.
Nel corso del ’700 Palazzo Albornoz assunse l'aspetto attuale e si staccò definitivamente, anche architettonicamente, dalla Rocchetta di Piazza. Tornati gli organi comunali dal Palazzo del Ridotto nel 1722 l'intero complesso fu sottoposto a vasta opera di restauro in stile neoclassico, nel 1747 alla facciata del palazzo si aggiunsero due ringhiere, nel 1755 fu collocato l'orologio sulla torre civica sormontata dalla cella campanaria, nel 1777 fu infine costruito il nuovo portico.
Nel 1854 fu edificato dietro il Palazzo Comunale il Foro Annonario (poi trasformato in mercato coperto nel 1961), infine, nel 1940 venne posta sulla facciata la statua della Vergine.
Gli unici resti del palazzo trecentesco del cardinale Albornoz si trovano sulla salita del Nuti, ma l'ingresso principale al Palazzo Comunale è posto come tradizione su Piazza del Popolo.

## Architettura

### Esterni
Attualmente il Palazzo Comunale presenta esternamente un'ampia e sobria facciata che si innalza su Piazza del Popolo ed è caratterizzata al piano terra dalla presenza di un portico, leggermente sopraelevato rispetto alla piazza, costituito da dieci arcate a tutto sesto e coperto da volte a crociera.
Una nicchia, collocata al primo piano tra la quinta e la sesta finestra, contiene una statua cinquecentesca raffigurante la Madonna Immacolata.
Sopra all'ingresso principale risalta l'orologio, monolancetta e con numerazione romana, collocato entro un riquadro abbellito da motivi decorativi circolari agli angoli.
Il frontone est dell'edificio, rivolto verso il mercato coperto, corrisponde all'antica facciata del Palazzo Comunale, di cui si leggono tracce di elementi strutturali e decorativi: due arcate al piano terra, in parte murate e contenenti finestre, residui del portico che qui si apriva, mentre poco più sopra si vedono cinque archi murati, che in passato costituivano una loggia, mentre poco più sopra è rimasta parte di una bifora in stile gotico, con un bel motivo decorativo quadrilobato entro una cornice circolare.
Il palazzo continua con la Caserma Ordelaffi, riprende un po' lo stile medievale con gli archetti a sesto acuto sopra le finestre.

### Interni
Un importante scalone conduce al salone d'onore con pareti scandite da medaglioni con ritratti di cesenati illustri.
Tra le stanze di rappresentanza di particolare bellezza troviamo la "Sala degli Specchi", deve il suono nome agli specchi posti lungo le pareti, all'arredamento in stile Luigi XVI alla tappezzeria e al lampadario in vetro di Murano, ancora oggi si può ammirare l'originale splendore della sala.

#### L'androne e la scalinata
All'interno, superato l'androne d'ingresso, caratterizzato da due volte, una a crociera e una a botte, separate da un arco a sesto acuto, si accede allo scalone che porta al piano nobile, strutturato a rampe parallele formate da quarantasei gradini in pietra grigia. Al termine dello scalone si trovano due porte in legno: quella di destra conduce al salone, mentre quella di sinistra è finta e dipinta per esigenza di simmetria.

#### Salone d'Onore
Durante lo scavo per un parcheggio sotterraneo in Piazza Fabbri fra il 1997 e il 1998 è stato rinvenuto un’abitazione antica, una domus, con all’interno una pavimento musivo.
Il mosaico occupa una superficie di circa 50 m2 ed è costituito da una decorazione geometrica in tessere bianche e nere; una zona delimitata con un elemento figurato doveva evidenziare la soglia di accesso della stanza.
Il Salone d'Onore, con altezza a doppio volume, è l'ambiente più grande del palazzo.
Presenta una pianta quadrangolare e un soffitto a padiglione, composto da canne sorrette dalla centinatura in legno, ornato da un cielo con putti svolazzanti con al centro lo Stemma di Cesena. Nel raccordo fra le pareti e il soffitto oculi mistilinei interposti a decorazioni floreali dipinte.
Le pareti della sala sono ornate da colonne dipinte che arrivano fino alle finte modanature; le porte hanno cornici in gesso.
Sulle quattro pareti sono disposti di cesenati illustri realizzati in stucco e collocati entro medaglioni e i busti–ritratto di Papa Clemente XII, Gaspare Finali e Luigi Carlo Farini. In una parete si trova la lapide con il testo della lettera che Papa Pio VI inviò ai Conservatori di Cesena il giorno della sua elezione il 15 febbraio 1775, circa le norme di comportamento da tenere durante i festeggiamenti in suo onore nella sua città natale. Lungo le pareti, infine, sono disposte panche con lo Stemma di Cesena sullo schienale.
Al centro della stanza è esposto un mosaico di epoca romana, proveniente dalla Domus di Piazza Fabbri.

#### Sala degli Specchi

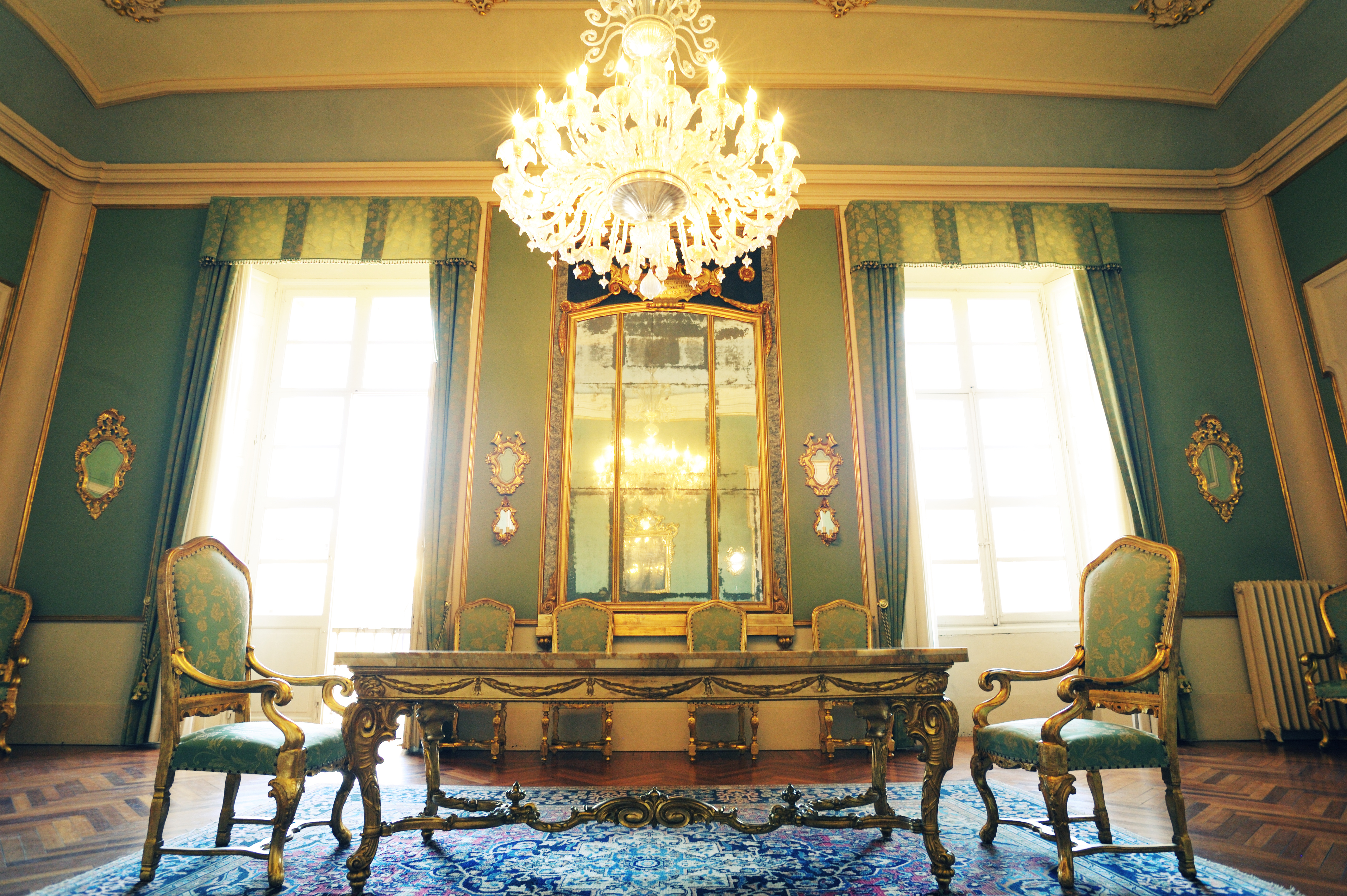
L'interno della "Sala degli Specchi".

Altro ambiente di grande prestigio e la Sala degli Specchi, che prende il nome dagli specchi di diverse dimensioni che ornano l'ambiente. Le pareti sono riccamente tappezzate da seta, mentre il soffitto a volta è decorato con cornici e disegno dorati che si ripetono al centro della sala, da cui pende un lampadario in stile Luigi XVI, come gli arredi in legno intagliato e dorato. Appoggiato alla parete interna, che divide la stanza dal corridoio, c'è un caminetto in pietra e marmo.
Sulle pareti lunghe della stanza campeggiano due specchi di dimensioni davvero ragguardevoli, posti uno di fronte all'altro: il primo troneggia sopra il caminetto, mentre il secondo è collocato fra le due finestre che si affacciano su Piazza del Popolo. Quest'ultimo, in particolare, è sovrastato da un baldacchino decorato in blu e oro, con un cartiglio su cui spicca una massima rivolta ai governatori del XVIII secolo, ma valida ancora oggi. Su di esso infatti si legge:
“Ricordante che governate degli uomini,
che governar dovete con le leggi,
che non governerete per sempre.”
La sala, nel quale è conservato il Gonfalone della Città, è oggi utilizzata in rappresentanza e per matrimoni.

#### Tracce dell'antico palazzo

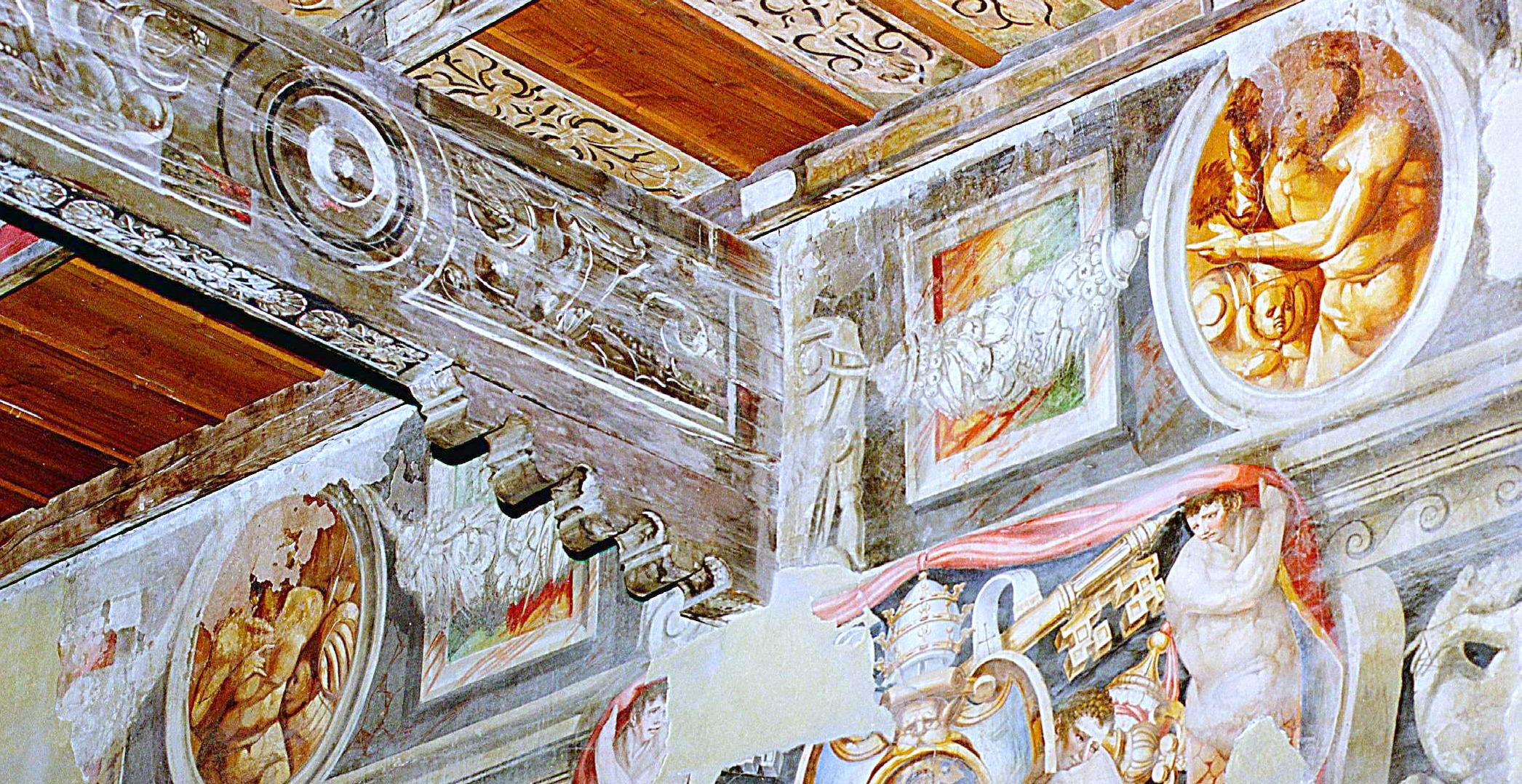
Alcuni fregi del Palazzo Comunale.

Al terzo piano, nell'area del Settore Urbanistica, si rivelano tracce decorative dell'antico palazzo. Su un corridoio troviamo un soffitto in legno a cassettoni senza pittura e le capriate del tetto a vista. Nella parte superiore delle pareti vi sono lacerti di un fregio dipinto a riquadri con motivi vegetali e grottesche alternati a scene di vita quotidiana, campestre, caccia e paesaggi.
La stanza di confine con la Caserma Ordelaffi presenta un soffitto a cassettoni in legno con le travi principali e l'assito di copertura riccamente decorato con motivi vegetali a monocromo. Nella parte superiore della pareti vi sono affrescati figure imponenti racchiuse in clipei e fregi vegetali all'interno di una quadratura architettonica. Poco più in basso vi sono quattro stemmi sostenuti da putti e inquadrati da tendaggi, appartenenti ai papi Paolo III, Pio IV, Gregorio XIII e Clemente VIII.